# 이동준 (1979년)
이동준(1979년 3월 25일 ~ )은 대한민국의 전 농구 선수이다.

## 학력
- 남한강초등학교
- 충주중학교
- 충주고등학교
- 경희대학교

## 경력
- 2003년 ~ 2004년: 원주 TG삼보 엑서스
- 2004년 ~ 2005년: 전주 KCC 이지스
- 2005년 ~ 2007년: 상무 농구단
- 2007년 ~ 2013년: 전주 KCC 이지스